# Донецкое высшее военно-политическое училище инженерных войск и войск связи

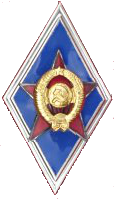
Нагрудный знак для лиц, окончивших высшие военно-учебные заведения Вооруженных Сил СССР — высших военных училищ и военных институтов.

Донецкоe высшеe военно-политическоe училищe инженерных войск и войск связи имени генерала армии А. А. Епишева (ДВВПУ, укр. Донецьке вище військово-політичне училище інженерних військ і військ зв'язку імені генерала армії О. О. Єпішева) было основано в 1967 г. В 1995 г. прошёл последний выпуск офицеров. В высшем учебном заведении готовили офицеров-политработников для инженерных войск и войск связи Вооружённых Сил СССР. Срок обучения 4 года. По окончании училища присваивалось воинское звание лейтенанта, квалификация офицера с высшим военно-политическим образованием и вручался диплом общесоюзного образца. Согласно гражданской специализации присваивалась квалификация по специальности «Учитель истории СССР и обществоведения». В военно-политические училища принимались военнослужащие срочной и сверхсрочной службы, выпускники суворовских и нахимовских училищ, прапорщики и мичманы, а также гражданская молодёжь из числа членов и кандидатов в члены КПСС и комсомольцев, рекомендуемых политорганом или районным (городским) комитетом ВЛКСМ, проявивших желание и годных по состоянию здоровья для службы в ВС СССР. Место дислокации: УССР, Донецкая область, город Донецк.

## История училища

### СССР

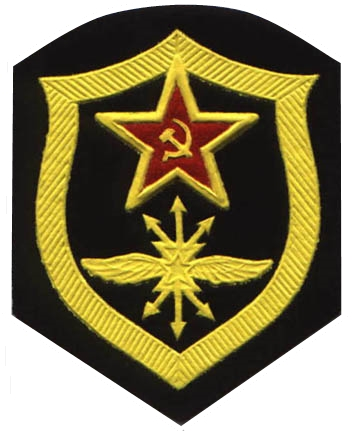
Нарукавный знак по роду войск (службе): Войска связи ВС СССР

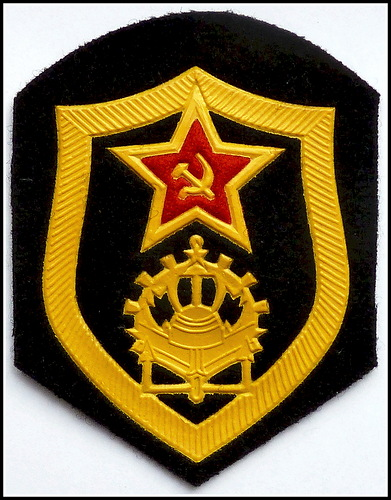
Нарукавный знак по роду войск (службе): Инженерные войска ВС СССР

Постановлением ЦК КПСС от 21 января 1967 г. «О мерах по улучшению партийно-политической работы в Советской Армии и Военно-Морском флоте» вводится институт заместителей командиров рот, батарей, эскадрилий по политической части, что предусматривает создание сети высших военно-политических училищ по подготовке политработников с учётом специфики видов Вооружённых Сил СССР. В марте — июне 1967 года было образовано 8 военно-политических училищ, а к концу 90-х годов в Советском Союзе было уже 11 высших военно-политических училищ, а также одно высшее политическое училище МВД СССР, и одно высшее пограничное политическое училище КГБ СССР.
Донецкоe высшеe военно-политическоe училищe инженерных войск и войск связи сформировано в соответствии с Приказом Министра обороны СССР № 063 от 13 марта 1967 г., Директивой Генерального штаба ВС СССР ДГШ № орг. 1162950 от 7 мая 1968 г., Директивой Командующего войсками Киевского военного округа ДКВО № 1155539.
Для формирования материальной базы учебного заведения местными властями была переданы здания и прилегающая территория школы-интерната № 10 и начальной школы № 37, которые располагались в поселке Боссе г. Донецка. Непосредственно училище находилось на берегу речушки Бахмутки, обозначавшей границу территории училища с одной из сторон, вблизи с Донецким металлургическим заводом.
На основании Указа Президиума Верховного Совета СССР 18 февраля 1968 года Членом Военного Совета — Начальником политического Управления ККВО генерал-полковником Головкиным В. Я. в торжественной обстановке училищу было вручено Боевое Знамя.
За высокие результаты в подготовке шестого выпуска офицеров-политработников, высокий уровень организованности, крепкую воинскую дисциплину и первое место в соревновании военных учебных заведений округа 9 декабря 1976 года училищу было вручено переходящее Красное Знамя Военного совета Краснознаменного Киевского военного округа (Приказ Командующего ККВО № 078 от 15.11.1976 г.). Вручение награды произвёл Член Военного Совета — Начальник политуправления Краснознаменного Киевского военного округа генерал-лейтенант Дементьев В. Т.
Приказом Министра обороны СССР № 00108 установлен День училища — 16 июня.
За активное участие в конкурсе студенческих работ по общественным наукам, истории ВЛКСМ и международному молодёжному движению в 1979 году Министр обороны СССР наградил училище грамотой. Её вручил Член Военного Совета — Начальник политуправления Краснознамённого Киевского военного округа генерал-полковник В. Т. Дементьев.
В октябре 1979 года хор курсантов училища стал лауреатом 1-го Всесоюзного конкурса самодеятельного творчества трудящихся. За высокие достижения Коллегией Министерства культуры УССР хору присвоено звание «народная хоровая капелла», Донецким областным комитетом ЛКСМУ — премия имени Артёма.
В 1980 году по результатам смотра спортивно-массовой работы среди высших военно-учебных заведений Сухопутных войск семерым курсантам училища было присвоено звание мастера спорта СССР и одному звание мастер спорта международного класса.
Согласно Директиве ГШ ВС СССР № 315560970 от 29.11.1982 г. на базе училища созданы 55-дневные сборы по подготовке офицеров — политработников запаса для инженерных войск и войск связи (3 набора по 50 чел., — для инженерных войск и один набор 50 чел., — для войск связи).
Согласно Распоряжению ГлавПУ СА и ВМФ № 17217?2625 от 30 мая 1985 года начали функционировать Центральные курсы офицеров-политработников войск связи со сроком обучения 3 месяца, по 3 набора — ежегодно.
11 ноября 1985 года Постановлением Совета Министров СССР № 1067 училищу присвоено почётное имя советского партийного и военного деятеля генерала армии Алексея Алексеевича Епишева.
17 преподавателей ДВВПУ участвовали в ликвидации последствий аварии на Чернобыльской АЭС. Это позволило обобщить опыт практического применения современной инженерной техники в зонах с высоким уровнем радиации и использовать его в ходе всех видов занятий с курсантами училища.

### Украина
После распада СССР и провозглашения независимости Украины в 1991 году училище переподчинено Министерству обороны Украины и переименовано в Донецкое высшее военно-педагогическое училище.
3 января 1992 года личный состав училища принял Военную присягу на верность народу Украины.
Постановлением Кабинета Министров Украины № 490 от 19 февраля 1992 года училище переименовано в Донецкое высшее военное училище инженерных войск и войск связи.
Согласно Директиве МО Украины Д.185/065 от 15 февраля 1995 года (во исполнение Приказа МО Украины № 133) Донецкое высшее военное училище инженерных войск и войск связи после осуществления в июне 1995 года последнего выпуска офицеров-воспитателей подлежит расформированию до 01.09.1995 года. Переменный личный состав переподчинен командованию в/ч А 2517, постоянный личный состав и техника направлены на доукомплектование частей и подразделений округа (процесс завершился в ноябре 1995 года). Боевое знамя училища сдано в Государственный архив МО Украины.
Параллельно, начиная с 1993 года, на основе материальной базы училища формируется Донецкий лицей с усиленной военно-физической подготовкой.

### Училище в Донецкой Народной Республике

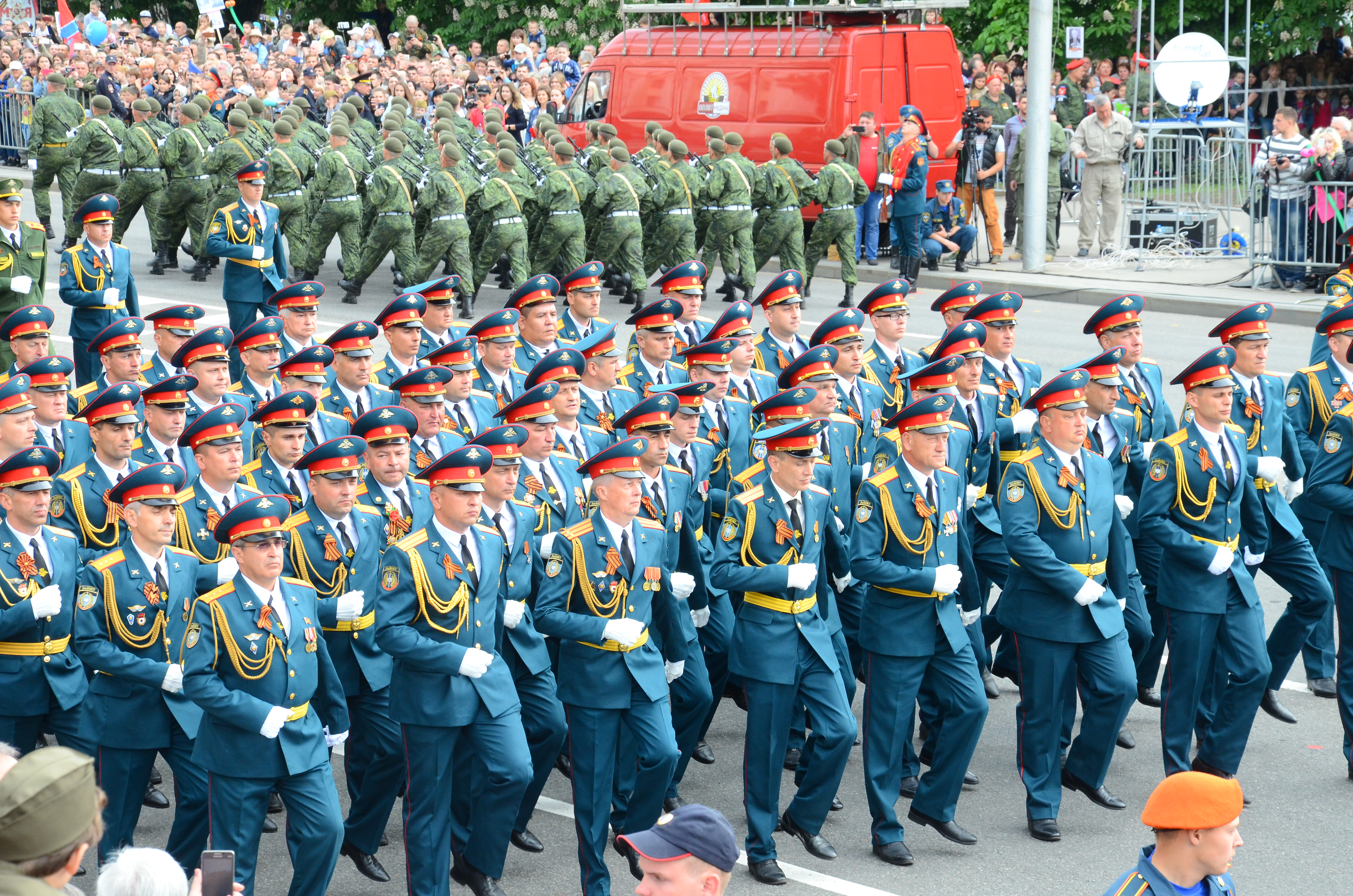
Сотрудники ДВОКУ ДНР на параде в Донецке в 2018 году

В сентябре 2015 года властями самопровозглашённой ДНР вуз был восстановлен как Донецкое высшее общевойсковое командное училище (ДВОКУ). Начальник — полковник Михаил Геннадиевич Тихонов (ранее командир 5-й бригады НМ ДНР). с 2022 года начальником является полковник Золотарёв С. А. (Стакан).
31 декабря 2022 Донецкое высшее общевойсковое командное училище вошло в состав Вооружённых сил Российской Федерации.
17 августа 2023 года премьер-министр России Михаил Мишустин подписал распоряжение об учреждении Донецкого высшего общевойскового командного училища Министерства обороны Российской Федерации как федерального государственного казённого военного образовательного учреждения высшего образования (прежний статус — государственное бюджетное образовательное учреждение высшего образования).

## Структура училища

### Кафедры
- Марксистско-ленинской философии
- Партийно-политической работы
- Истории КПСС
- Научного коммунизма
- Политической экономии и военной экономики
- Военной педагогики и психологии
- Тактики и общевоенных дисциплин
- Иностранных языков
- Физической подготовки и спорта
- Тактики и техники инженерных войск
- Организации связи и техники войск связи
- Кафедра автоподготовки
- Кафедра общеобразовательных дисциплин

## Начальники училища
- Полковник (с 19.02.1968, генерал-майор) Солодов, Юрий Петрович (1967—1972)
- Полковник Алдошин, Леонид Георгиевич (1972, вскоре умер)
- Генерал-майор Васильев, Иван Леонтьевич (1972—1976)
- Полковник, с 14.02.1978 генерал-майор, с 17.02.1986 генерал-лейтенант Беспалов, Владимир Васильевич (1976—1986)
- Генерал-майор Воробьёв, Николай Михайлович (1986—1989)
- Полковник, с 25.04.1990 генерал-майор Золотухин, Борис Иванович (1989—1991)
- Полковник Ларьков, Александр Филиппович (1991—1993)
- Полковник Виктор Николаевич Тимченко[укр.] (1993—1995)

## Командиры, преподаватели
- Бурега, Валерий Васильевич
- Каша, Сергей Иванович
- Горохов Александр Иванович
- Пенин Олег Михайлович

## Выпускники
- Басурин, Эдуард Александрович — политический деятель ДНР, замкомандующего корпусом Минобороны республики (до 2023 года).
- Головач, Андрей Владимирович
- Литвин, Николай Михайлович — генерал ВС Украины
- Осокин, Анатолий Яковлевич
- Параничев, Юрий Владимирович
- Пасечник, Леонид Иванович — политический деятель ЛНР, глава республики с 2017 года.
- Пластовец, Александр Алексеевич — кавалер ордена Красного Знамени (1984, посмертно)
- Прогнимак, Александр Владимирович
- Прокопенко, Игорь Станиславович
- Статкевич, Геннадий Геннадьевич
- Тимченко, Виктор Николаевич[укр.]
- Дергачев Сергей Владимирович